# ألكسندر باييفسكي
ألكسندر باييفسكي (بالمقدونية: Александар Бајевски، مواليد 8 ديسمبر 1979) لاعب كرة قدم مقدوني دولي تقاعد من كرة القدم المحترفة في عام 2012 بعد فترة قصيرة في رادنيتشكي نيش من الدوري الصربي لكرة القدم.

## المسيرة الرياضية
ولد في سكوبيه، مقدونيا ونواديه السابقة تشمل أو إف كيه بيوغراد وفيرينتسفاروشي والأهلي. نشأ باييفسكي في نادي فاردار. في بداية مارس 2007 تم فسخ عقده مع غورنيك وانشنا بناء على طلبه. في عام 2007 وقع عقدا مع الفريق البلجيكي كيه في ميخيلين. في صيف عام 2012 عاد إلى صربيا للانضمام إلى رادنيتشكي نيش.

## المسيرة الدولية
لعب لمنتخب مقدونيا لكرة القدم بما في ذلك تصفيات كأس العالم لكرة القدم 2006.

## الإنجازات

### الأندية
- فاردار
  - الدرجة الأولى (1): 2001-02
- فيرينتسفاروشي
  - كأس السوبر المجرية (1): 2004